# Sound-Dust
Albums de Stereolab
Cobra and Phases Group Play Voltage in the Milky Night
(1999) ABC Music : The Radio 1 Sessions
(2002)
Sound-Dust est le septième album de Stereolab, sorti entre août et octobre 2001 suivant les pays.
La chanson Nothing to Do With Me comprend des paroles dérivées de sketchs du comédien britannique Chris Morris.

## Liste des titres
1. Black Ants in Sound-Dust – 1:58
2. Space Moth – 7:35
3. Captain Easychord – 5:33
4. Baby Lulu – 5:13
5. The Black Arts – 5:12
6. Hallucinex – 3:55
7. Double Rocker – 5:33
8. Gus the Mynah Bird – 6:10
9. Naught More Terrific Than Man – 4:10
10. Nothing to Do With Me – 3:38
11. Suggestion Diabolique – 7:52
12. Les Bons Bons des Raisons – 6:43

### Titre supplémentaire de l'éditionjaponaise
L'édition japonaise comporte le titre supplémentaire Moodles (3:31) compris entre les chansons The Black Arts et Hallucinex.